# Hausen (cratère)
Pour les articles homonymes, voir Hausen.
Hausen est un cratère lunaire situé sur la face visible de la Lune. Il se trouve au sud du cratère Chappe et du cratère Pingré et à l'ouest du cratère Bailly. Le cratère HAusen, situé sur le côté visible de la Lune, est sujet aux librations de celle-ci et apparaît et disparait selon l'oscillation de la Lune. Le bord de ce cratère est généralement circulaire, avec un renflement au sud-sud-est. La paroi intérieure est en terrasse aux extrémités nord et sud, et est plus irrégulière le long des flancs est et ouest. 
En 1961, l'Union astronomique internationale a donné le nom de l'astronome allemand Christian August Hausen à ce cratère lunaire.
Deux cratères satellites de Hausen ont été renommés par l'Union astronomique internationale :
- Hausen A a été renommé Chappe.
- Hausen B a été renommé Pilâtre.